# 7970 Lichtenberg
7970 Lichtenberg è un asteroide della fascia principale. Scoperto nel 1960, presenta un'orbita caratterizzata da un semiasse maggiore pari a 2,5779022 UA e da un'eccentricità di 0,2423204, inclinata di 4,15566° rispetto all'eclittica.